# کارل تراکسلر

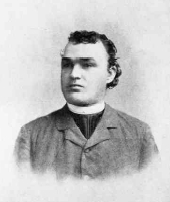
کارل تراکسلر

کارل تراکسلر (به چکی: Karel Traxler) ‏(۱۷ ژانویه ۱۸۶۶ - ۱۵ مه ۱۹۳۶) شطرنجباز و طراح مسئلهٔ شطرنج اهل چک بود.
از آن‌جا که تراکسلر یک کشیش کاتولیک بود به‌ندرت در رقابت‌های جدی شطرنج حاضر می‌شد. به عنوان یک طراح مسئله نیز از سبک بوهمی پیروی می‌کرد.

## واریاسیون تراکسلر
شهرت تراکسلر بیشتر به خاطر شاخه‌ای فوق تهاجمی در گشایش دفاع دو اسب است که به نام او واریاسیون (ضدحملهٔ) تراکسلر نام‌گذاری شده‌است.
در این شاخه که نخستین بار توسط تراکسلر در مسابقه‌ای با رینیش در سال ۱۸۹۰ بازی شد، سیاه پس از ‎1.e4 e5 2.Nf3 Nc6 3.Bc4 Nf6 4.Ng5 ‏ به‌جای دفاع از خانهٔ ‎f7‏ حرکت عجیب ‎4...Bc5‏ را انجام می‌دهد. با وجود بررسی‌های فراوان هنوز اشتباه بودن این شاخه از نظر تئوری ثابت نشده‌است.

## رینیش-تراکسلر (۱۸۹۰)
بازی ژ. رینیش-تراکسلر با توضیح تراکسلر:
1.e4 e5 2.Nf3 Nc6 3.Bc4 Nf6 4.Ng5 Bc5
توضیح تراکسلر: یک ترکیب اصیل که از آن‌چه به نظر می‌رسد بهتر است. کوچک‌ترین اشتباه سفید یک حملهٔ قاطعانه را در اختیار سیاه می‌گذارد. پیداکردن روش دفاعی صحیح در مقابل این حرکت در بازی‌های عملی آسان نیست و این شاخه احتمالاً در تئوری صحیح است.... تاحدی «گامبی جروم-بلکمار» را به ذهن متبادر می‌کند: ‎1.e4 e5 2.Nf3 Nc6 3.Bc4
Bc5 4.Bxf7+?! Kxf7 5.Nxe5+‏
5.Nxf7 Bxf2+ 6.Ke2
بهترین دفاع ‎ 6.Kf1‏ است. هرچند پس از ‎6...Qe7 7.Nxh8 d5 8.exd5 Nd4‏ سیاه یک حملهٔ قوی به دست می‌آورد.
6... Nd4+ 7.Kd3 b5 8.Bb3 Nxe4 9.Nxd8
سفید دفاعی ندارد. روش مات‌کردن زیبا است.
9... Nc5+
10.Kc3 Ne2+ 11.Qxe2 Bd4+ 12.Kb4 a5+ 13.Kxb5 Ba6+ 14.Kxa5 Bd3+
15.Kb4 Na6+ 16.Ka4 Nb4+ 17.Kxb4 c5# 0-1

## تراکسلر-دوراس (۱۹۰۲)
این یکی از بازی‌های معروف دیگر تراکسلر در گشایش بازی ایتالیایی است که با پیروزی او در برابر اولدریش دوراس در سال ۱۹۰۲ به پایان رسید:
1.e4 e5 2.Nf3 Nc6 3.Bc4 Bc5 4.c3 Nf6 5.d4 exd4 6.cxd4 Bb4+ 7.Bd2 Bxd2+ 8.Nbxd2 Nxe4 9.d5 Nxd2 10.Qxd2 Nb8 11.d6 O-O 12.Rc1 Nc6 13.dxc7 Qxc7 14.O-O Qa5 15.Qd6 Qb4 16.Bxf7 Rxf7 17.Rxc6 Qxb2 18.Re1 Qf6 19.Qd5 1-0